# Football Club Torinese 1898
Questa voce raccoglie le informazioni riguardanti il Football Club Torinese nelle competizioni ufficiali della stagione 1898.

## Stagione
Il 6 gennaio 1898 venne giocata una partita tra il Genoa contro una rappresentativa composta da calciatori dei due club torinesi, l'Internazionale Torino ed il Torinese, persa dai genovesi 1-0. Il 6 marzo venne giocata la rivincita, e questa volta la vittoria arrise ai genoani, che batterono la rappresentativa torinese per 1-0 grazie ad un gol di Shaffhauser. In aprile il club inaugurò il suo nuovo campo presso l'ippodromo della Barriera di Stupinigi. che ospitò 24 aprile un'amichevole preparatoria per il primo campionato italiano di calcio contro l'Internazionale Torino persa per 2-1.
La Federazione Italiana Football, l'8 maggio 1898, tramite il Torinese, organizza il primo campionato italiano ufficiale di calcio. Partecipano 3 squadre di Torino e il Genoa, il campo scelto per la disputa fu quello del Velodromo Umberto I. Il Torinese venne sconfitto nella semifinale, svoltasi al mattino, dall'Internazionale Torino.
A settembre il Torinese si recò ad Alessandria per giocare un torneo, poi interrotto, contro la Sampierdarenese e l'Alessandria.

## Divise
La maglia utilizzata per gli incontri di campionato era a strisce verticali oro-nero.
| Manica sinistra · Manica sinistra · Maglietta · Maglietta · Manica destra · Manica destra · Pantaloncini · Calzettoni |

## Organigramma societario
Area direttiva
- Presidente:
- Vice-presidente: Alfonso Ferrero de Gubernatis Ventimiglia

Area tecnica
- Allenatore: Alfonso Ferrero de Gubernatis Ventimiglia

## Rosa
Rosa probabilmente incompleta.
| N. |                     | Ruolo | Calciatore                    |
| -- | ------------------- | ----- | ----------------------------- |
|    | Italia (bandiera)   | P     | Cavalchini                    |
|    | Italia (bandiera)   | D     | Eugène De Fernex              |
|    | Italia (bandiera)   | D     | Lionello Hierschel de Minerbi |
|    | Italia (bandiera)   | D     | Carlo Montù                   |
|    | Germania (bandiera) | D     | Hugo Mützell                  |
|    | Italia (bandiera)   | D     | Carlo Nasi                    |

| N. |                   | Ruolo | Calciatore                                |
| -- | ----------------- | ----- | ----------------------------------------- |
|    | Italia (bandiera) | C     | Charles De Fernex                         |
|    | Italia (bandiera) | A     | Michele Ceriana Mayneri                   |
|    | Italia (bandiera) | A     | Alfonso Ferrero de Gubernatis Ventimiglia |
|    | Italia (bandiera) | A     | Ernesto Verdun                            |
|    | Italia (bandiera) |       | Jean De Fernex                            |

## Calciomercato
| Acquisti | Acquisti                                  | Acquisti              | Acquisti   |
| R.       | Nome                                      | da                    | Modalità   |
| -------- | ----------------------------------------- | --------------------- | ---------- |
| D        | Carlo Nasi                                | Internazionale Torino | definitivo |
| A        | Alfonso Ferrero de Gubernatis Ventimiglia |                       | svincolato |

| Cessioni | Cessioni | Cessioni | Cessioni |
| R.       | Nome     | a        | Modalità |
| -------- | -------- | -------- | -------- |

## Risultati
I risultati degli incontri sono presi dal Corriere dello Sport – La Bicicletta di Milano dell'11 maggio 1898, la prima fonte diretta relativa al torneo.

### Campionato Italiano di Football

#### Semifinale
| Arbitro: | Jourdan (Torino) |

|         |           |   |
| Bosio ? | Marcatori | ? |

## Statistiche

### Statistiche di squadra
| Competizione                    | Punti | In casa | In casa | In casa | In casa | In casa | In casa | In trasferta | In trasferta | In trasferta | In trasferta | In trasferta | In trasferta | Totale | Totale | Totale | Totale | Totale | Totale | DR |
| Competizione                    | Punti | G       | V       | N       | P       | Gf      | Gs      | G            | V            | N            | P            | Gf           | Gs           | G      | V      | N      | P      | Gf     | Gs     | DR |
| ------------------------------- | ----- | ------- | ------- | ------- | ------- | ------- | ------- | ------------ | ------------ | ------------ | ------------ | ------------ | ------------ | ------ | ------ | ------ | ------ | ------ | ------ | -- |
| Campionato Italiano di Football | 0     | 0       | 0       | 0       | 0       | 0       | 0       | 1            | 0            | 0            | 1            | 1            | 2            | 1      | 0      | 0      | 1      | 1      | 2      | -1 |

### Statistiche dei giocatori
| Giocatore                            | Campionato Italiano di Football | Campionato Italiano di Football |
| Giocatore                            | Presenze                        | Reti                            |
| ------------------------------------ | ------------------------------- | ------------------------------- |
| M. Ceriana Mayneri                   | 1                               | 0                               |
| C. De Fernex                         | ?                               | ?                               |
| E. De Fernex                         | ?                               | ?                               |
| J. De Fernex                         | ?                               | ?                               |
| L. De Minerbi                        | 1                               | 0                               |
| A. Ferrero de Gubernatis Ventimiglia | 1                               | 0                               |
| C. Montù                             | 1                               | 0                               |
| H. Mützell                           | ?                               | ?                               |
| C. Nasi                              | 1                               | 0                               |
| E. Verdun                            | ?                               | ?                               |